# Cykling under sommer-OL 2024 – MTB Cross Country (damer)
Cykling under sommer-OL 2024 – MTB Cross Country er en disciplin under Cykling under sommer-OL 2024. Det danske mountainbike-hold til OL i Paris er på plads. På baggrund af en indstilling fra Danmarks Cykle Union har DIF, der er national olympisk komité i Danmark, udtaget to damer; Sofie Heby Pedersen og Caroline Bohé.